# مئوي الأضلاع
في الهندسة الإقليدية، المضلع المئوي المتنظم (بالإنجليزية: hectogon أو hecatontagon) هو كل مضلع له 100 ضلع.، مجموع قياسات زوايا أي المضلع المئوي تساوي 17640 درجة.

## المضلع المئوي المنتظم
قياس الزاوية الداخلية للمضلع المئوي المنتظم هو 176.4°.

تحسب مساحة المضلع المئوي المنتظم بعلاقة طول ضلعه t بالقانون:

{\displaystyle A=25t^{2}\cot {\frac {\pi }{100}}\simeq 795.5129t^{2}}

ويحسب نصف قطر الدائرة الداخلية بالقانون:

{\displaystyle r={\frac {1}{2}}t\cot {\frac {\pi }{100}}\simeq 15.91026t}

ونصف قطر الدائرة المحيطة:

{\displaystyle R={\frac {1}{2}}t\csc {\frac {\pi }{100}}\simeq 15.91811t}

بما أن 100 = 22 × 52، فإن عدد الأضلاع لا يَنْتُج عن جداء أعداد فيرما، أو بقوى العدد 2، ولهذا، لا يمكن رسم المضلع المئوي المنتظم بإنشاءات الفرجار والمسطرة.